# Nólsoyar Páll
Nólsoyar Páll (ered. Poul Poulsen Nolsøe) (Nólsoy, 1776. október 11. – Sumba közelében, 1809) feröeri tengerész, kereskedő és költő, Feröer nemzeti hőse.

## Pályafutása
Ő építette meg 1804-ben Vágurban a Royndin Fríða nevű hajót, amely a középkor óta az első, az Atlanti-óceán átszelésére alkalmas feröeri hajó volt. Ezzel a hajóval süllyedt el a túlterhelés miatt 1809-ben, amikor brit gabonával próbálta megmenteni honfitársait az éhínségtől.

## Művei
A madár balladája (Fuglakvæði) című verse (1805) a feröeri identitás szerves része – metaforába rejtve a dán királyi kereskedelmi monopóliummal szembeni ellenállását fogalmazza meg.

## Hatása
Arcképe szerepelt az 1967-ben bevezetett 50 koronás bankjegyen (a címletet 2001 óta más grafikával bocsátják ki)